# Centaurea giardinae
Centaurea giardinae — вид квіткових рослин айстрових (Asteraceae). Ендемік Сицилії (гора Етна).

## Середовище
Посушливі пасовища, схили на лавовому субстраті (500–2700 метрів над рівнем моря).

## Морфологічна характеристика
Зеленувата, багатоквіткова рослина, висотою 45–85 см, з прямовисними стеблами, що починаються від нижньої половини, і з тонкими, слабо-запушеними гілками. Квіткові голови поодинокі. Оболонка яйцеподібна, 10–12 × 5–6 мм. Квітки рожево-пурпурові. Сім'янка 3.2–4.0 мм завдовжки, 1.5–2.0 мм завширшки. Папус, короткий, злегка асиметричний і з розбіжними щетинками різної довжини і в будь-якому випадку менше 1.2 мм. Цвіте з травня по липень. 